# Wander Darkly
Wander Darkly ist ein US-amerikanisches Filmdrama von Tara Miele aus dem Jahr 2020. In den Hauptrollen sind Sienna Miller und Diego Luna zu sehen.

## Handlung
Adrienne und Matteo haben ein neugeborenes Baby, was die jungen Eltern überfordert. Sie erinnert ihn daran, dass sie heute einen freien Abend nur für sich haben, das hat er vergessen und sie ist deswegen genervt. Sie treffen sich mit Freunden, Adrienne unterhält sich mit einem männlichen Kollegen und ist für Matteos Geschmack ein wenig zu freundlich. Er wird eifersüchtig. Auf der Heimfahrt kommt es zum Streit, als Matteo sich beim Fahren nach Adrienne umdreht, gerät er in den Gegenverkehr und wird von grellen Scheinwerfern geblendet.
Adrienne wacht auf und findet sich auf ihrem Bett stehend wieder, sie blickt auf ihren blutigen Körper, der sich ebenfalls liegend in dem Bett befindet. Sie hört, wie sie für tot erklärt wird, und sieht ihre Eltern im Wartezimmer eines Krankenhauses weinen, als diese die Nachricht erhalten. Dann jagt Adrienne ihre eigene Bahre durch dunkle Gänge. Sie ist entsetzt, als sie ihre Mutter sieht, die sich um Adriennes Kind kümmert. Sie fragt sich, was mit Matteo passiert ist. Warum kümmert er sich nicht um das Kind? Matteo erscheint schließlich in der alternativen Realität, in der sie sich befindet, er drängt sie, sich zu beruhigen und sich an ihre gemeinsame Zeit als Paar zu erinnern.
Adrienne glaubt Matteo nicht, sie ist davon überzeugt, tot zu sein. Er bittet sie, ihre gemeinsame Zeit noch einmal zu erleben, daraufhin wechseln die Orte, beide erleben den Anfang ihrer Beziehung, dann den Zeitpunkt, als ihre Tochter geboren wird, als sie eine Bootsfahrt unternehmen und Delphine sie begleiten. Adrienne will von einem Hausdach springen, sie glaubt noch immer, tot zu sein, er kann sie aber überzeugen, nicht zu springen. Sie fährt mit ihren Eltern eine Straße entlang, als sie erkennt, dass genau hier der Unfall passierte. Sie erinnert sich, dass sie ein Mann aus dem brennenden Fahrzeug gezopgen hat, den sie nun wiedertrifft. Nun erinnert sie sich, sie weiß nun, dass nicht sie, sondern Matteo gestorben ist und will sich daraufhin mit einer Überdosis Tabletten umbringen, doch ihre Mutter findet sie rechtzeitig und bringt sie ins Krankenhaus.
Im Laufe der Jahre überwindet Adrienne ihr Trauma, ihre Tochter ist nun ein paar Jahre älter, als sie gemeinsam die gleiche Bootsfahrt machen, wie damals Adrienne mit Matteo. Sie verabschiedet sich nun von Matteo und schüttet seine Asche ins Meer.

## Produktion

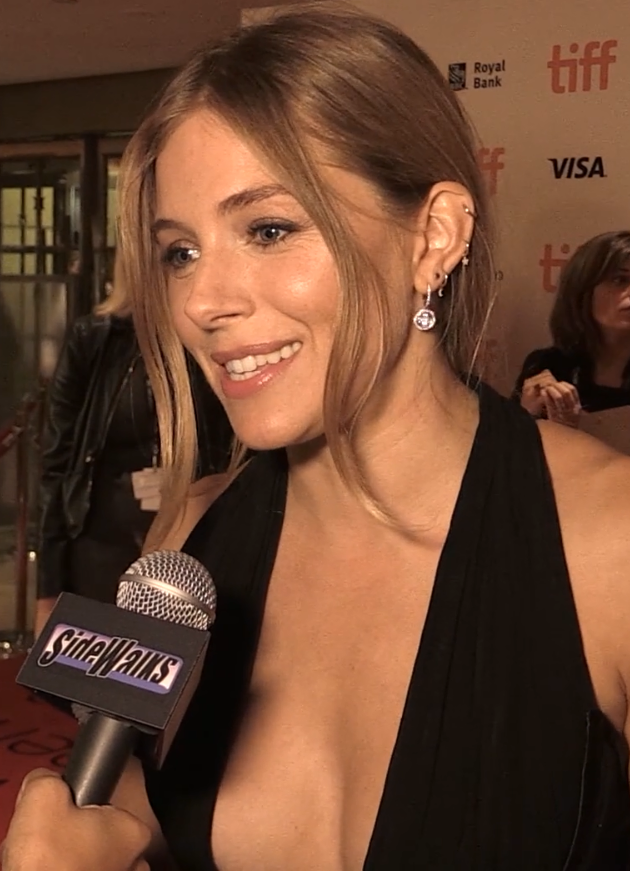
Sienna Miller 2019

Im August 2018 wurde bekannt gegeben, dass Sienna Miller und Diego Luna zur Besetzung des Films gestoßen sind, bei dem Tara Miele nach einem von ihr geschriebenen Drehbuch Regie führt. Die Dreharbeiten begannen im August 2018 in Los Angeles.

## Veröffentlichung
Der Film hatte am 25. Januar 2020 seine Weltpremiere auf dem Sundance Film Festival. Im September 2020 erwarb Lions Gate Entertainment die Verleihrechte an dem Film.

## Rezeption
Rotten Tomatoes gibt dem Film eine Zustimmungsrate von 75 Prozent basierend auf 80 Kritiken, mit einer durchschnittlichen Bewertung von 6.40/10. Metacritic meldet eine Punktzahl von 68/100 basierend auf 11 Kritiken.